# Asigron
Asigron is een dorp in de Abannakondre in Brokopondo-Centrum. Het is vastgegroeid aan het dorp Victoria. Het bevindt zich aan de Surinamerivier.
Het is te bereiken via een 10 kilometer lange weg vanaf de Avobakaweg. Dorpelingen van Asigron en Victoria barricadeerden begin december 2021 de weg uit protest tegen de slechte staat, waardoor zwaar verkeer van onder meer Staatsolie en Rosebel er tijdelijk geen gebruik van kon maken.
In 2018 financierde Rosebel een project met een irrigatiesysteem ten behoeve van de landbouw in Asigron. Via meerdere fondsen werd in december 2018 opslagtanks geïnstalleerd die 66 huishoudens in het dorp voorziet van drinkwater.

## Video
- Beelden uit 1969